# Echinodexia pseudohystricia
Echinodexia pseudohystricia är en tvåvingeart som först beskrevs av Brauer och Julius Edler von Bergenstamm 1889.  Echinodexia pseudohystricia ingår i släktet Echinodexia och familjen parasitflugor. Inga underarter finns listade i Catalogue of Life.